# 2016年耶路撒冷巴士爆炸案
2016年耶路撒冷巴士爆炸案是開生在2016 年4月18日 18:00 左右，在耶路撒冷Talpiot街区的一辆巴士的炸弹袭击事件 。袭击者是哈马斯的成员，但并未声称对此负责。 至少有21人受伤，其中两人伤势严重   。

## 襲擊經過
爆炸发生在Egged 12号巴士上，也令附近的一辆巴士的一辆汽车起火。大多数受伤者是 12 Egged 巴士上的乘客。这是自 2011 年以来耶路撒冷发生的第一起公交车遇袭事件 。
警方法医小组在飞机残骸中发现了炸弹的残余物。 调查是根据警方的禁言令进行的。 

### 肇事者
肇事者是19岁的阿卜杜勒·哈米德·阿布·苏鲁 (Abdul Hamid Abu Srour)，他於爆炸发生几天后在医院死亡。
哈马斯承认肇事者是该组织的成员，但没有声称对爆炸事件负责   ，但将爆炸者称为“烈士”。

## 反应
以色列总理内塔尼亚胡誓言报复︰「我们會找到准备这种爆炸装置的人，我们會与这些恐怖分子算账。」 
在巴勒斯坦方面，這起爆炸案的反应不一。哈马斯驻加沙发言人称赞爆炸案，称其「祝福耶路撒冷的行动」，加沙清真寺通过扩音器宣布袭击事件，对这次袭击表示欢迎  。哈马斯的另一位发言人胡萨姆·巴德兰(Husam Badran) 说︰「这次袭击向所有人表明，我们的人民不会放弃抵抗之路」 。伊斯兰圣战组织赞扬了这次爆炸事件。 
然而，巴勒斯坦总统马哈茂德·阿巴斯谴责了这次袭击，称︰「我们反对一切影响以色列和巴勒斯坦平民的的恐怖活动」， 并指巴勒斯坦人會希望通过外交手段和和平抵抗方式，來结束以色列的占领和达成定居点問題的共識 。」